# Paragone

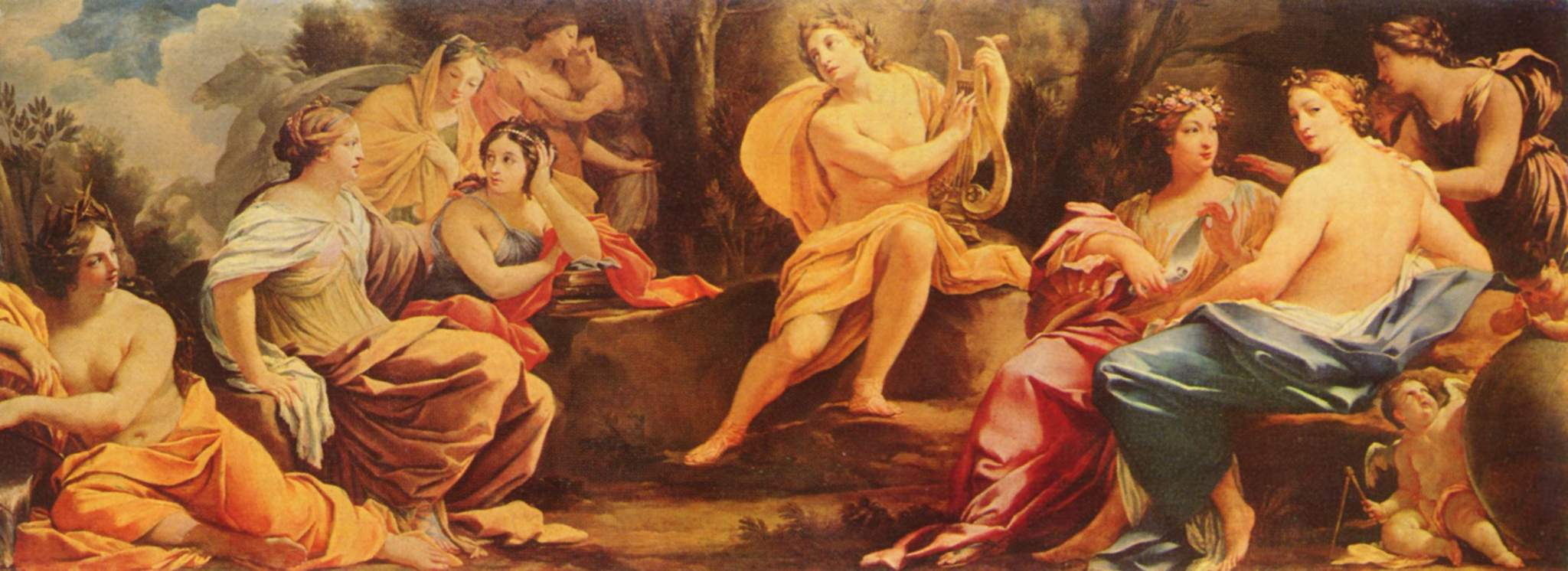
Simon Vouet: Alegoría de las artes, hacia 1730

En la historia del arte se define como paragone (en italiano, «comparación») a la «competición de las artes» en el Renacimiento e inicios del Barroco, en la que se trataba de decidir cual era la primera dentro de las artes visuales. Se discutía sobre todo por el orden de la pintura y la escultura, pero también se incluía en la discusión a la arquitectura.
Dentro del paragone, innumerables artistas dieron su opinión en tratados, entre ellos Leon Battista Alberti, Alberto Durero y Leonardo da Vinci, que se decantaron por la pintura, mientras que otros artistas eligieron obras de arte ejemplares para representar la supremacía del arte elegido.